# Dorfkirche Etzelbach

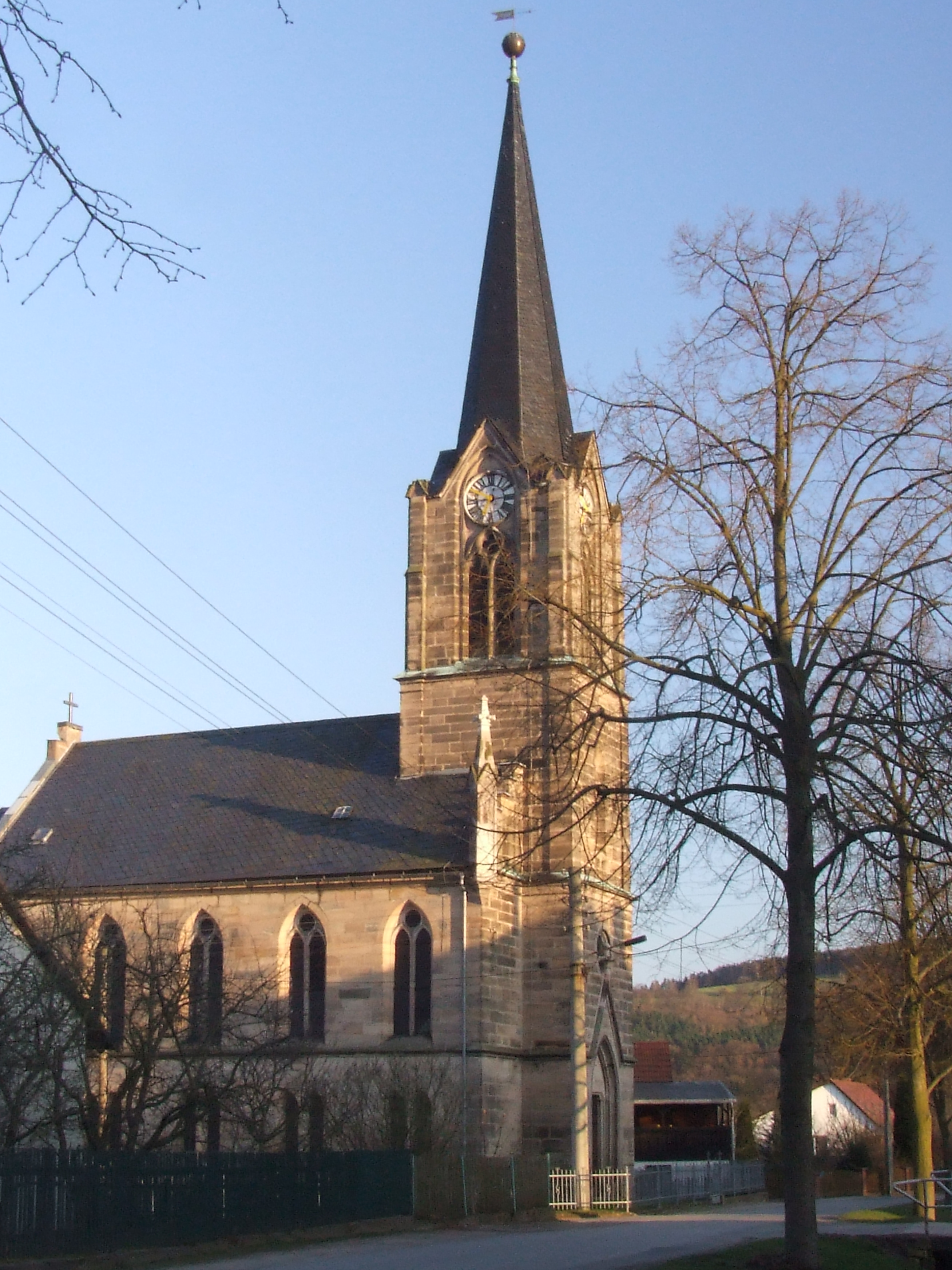
Die Kirche

Die evangelische Dorfkirche Etzelbach steht im Ortsteil Etzelbach der Gemeinde Uhlstädt-Kirchhasel im Landkreis Saalfeld-Rudolstadt in Thüringen.

## Geschichte
Nachdem sich der am Friedhof stehende Vorgängerbau als zu klein erwies, wurde er abgebrochen und nach zweijähriger Bauzeit eine neue Kirche im neugotischen Baustil errichtet. 1869 war die Einweihung.
Die mit 13 Registern ausgestattete Orgel aus der Werkstatt von J. F. Schulzes Söhne wurde zu diesem Zeitpunkt eingebaut. Sie ist bespielbar. Oft finden Orgelkonzerte statt.